# Yehud (provincia babilonese)
Yehud era una provincia dell'Impero neo-babilonese situata negli ex territori del Regno di Giuda, che furono distrutti dai babilonesi dopo le rivolte di Giuda contro Babilonia l'assedio di Gerusalemme del 587 a.C.. Essa inizialmente era una divisione amministrativa ebraica sotto Gedaliah ben Aḥikam, che fu poi assassinato da un collega ebreo. Il digiuno di Gedaliah, un giorno di digiuno di minor importanza, fu istituito in ricordo di questo evento ed è compianto dagli Ebrei osservanti anche al giorno d'oggi.
Dopo il collasso dell'Impero neo-babilonese nel 539 a.C., la provincia fu assorbita nell'Impero persiano achemenide come regione ebraica autonoma chiamata Yehud Medinata.

## Antefatti
Nel tardo 7º secolo a.C. Giuda divenne un regno vassallo dell'Impero neo-babilonese; comunque, vi erano fazioni rivali alla corte in Gerusalemme, alcuni sostenendo lealtà a Babilonia, altri sollecitando una ribellione. Nei primi anni del 6º secolo, nonostante le forti rimostranze del profeta Geremia e di altri, re Sedecia si rivoltò contro Nabucodonosor II ed entrò in alleanza con il faraone Hophra di Egitto. La rivolta fallì e nel 597 a.C. molti Giudei, compreso il profeta Ezechiele, furono esiliati a Babilonia. Pochi anni dopo Giuda si ribellò nuovamente. Nel 589 a.C. Nabucodonosor assediò Gerusalemme e molti Ebrei fuggirono a Moab, Ammon, Edom e altri Paesi per cercare rifugio. La città cadde dopo un assedio di diciotto mesi e Nabucodonosor saccheggiò nuovamente e distrusse Gerusalemme, incendiando anche il Tempio. Allora, nel 586 a.C. gran parte di Giuda fu devastato, la famiglia reale, il clero e gli scribi— l'elite del Paese — andò in esilio in Babilonia, e gran parte della popolazione nuovamente nei Paesi circostanti. L'ex regno soffrì un forte declino sia nell'economia sia nella popolazione.
Anche se Gerusalemme e suoi immediati dintorni vennero distrutti, insieme agli insediamenti nella parte occidentale del regno, la regione di Beniamino, a nord di Gerusalemme, sopravvisse al violento assalto e divenne il centro della provincia babilonese di Yehud, con Mizpah come sua capitale.

## Storia

### Era babilonese (587–539 a.C.)
L'ex regno di Giuda allora divenne una provincia babilonese. Secondo Miller e Hayes, la provincia comprendeva le città di Bethel a nord, Mizpah, Gerico ad est, Gerusalemme, Beth-Zur ad ovest ed En-Gedi a sud. Essendo Gerusalemme in rovine, Mizpah fu il centro amministrativo della provincia. Gedaliah, un ebreo nativo ma non appartenente alla dinastia reale di Davide, fu nominato governatore (o forse agente da re-fantoccio). Venuti a conoscenza della nomina, gli Ebrei che avevano trovato rifugio nei Paesi vicini ritornarono in Giuda.
Comunque, Gedaliah fu assassinato da Ismaele ben Nethaniah, un membro della ex casa reale, che la guarnigione babilonese uccise, innescando un movimento di massa di profughi in Egitto. Un giorno minore di digiuno: il digiuno di Gedaliah commemora quest'evento. In Egitto, i profughi si stabilirono a Migdol, Tahpanhes, Noph e Pathros, e Geremia andò con loro come guardiano morale.
Benché le date dalla Bibbia non siano chiare, ciò accadde probabilmente verso il 582/1 a.C., qualcosa come da quattro a cinque anni e tre mesi dopo la distruzione di Gerusalemme e del Tempio nel 586 a.C.

## Demografia
Il numero di deportati in Babilonia o che se ne andarono in Egitto e di coloro che rimasero nella provincia di Yehud e nei paesi circostanti, è fonte di dibattito accademico.
Il Libro di Geremia riferisce che un totale di 4600 furono esiliati a Babilonia. A questi numeri devono essere aggiunti quelli dei deportati da Nabucodonosor nel 597 a.C. a seguito dell'Assedio di Gerusalemmme, quando egli deportò il re di Giuda, Ioiakim con la sua corte e altri eminenti cittadini e artigiani, insieme a una considerevole parte di popolazione ebraica di Giuda, ammontante a circa 10000 persone. Il Libro dei Re riporta che si trattava di ottomila. Israel Finkelstein, un eminente archeologo, sostiene che i 4600 rappresentavano i capifamiglia e che 8000 era il totale, mentre 10000 è l'arrotondamento per eccesso del secondo numero. Geremia anche accenna che un equivalente numero può essere fuggito in Egitto. Date queste cifre, Finkelstein sostiene che 3/4 della popolazione di Giuda sia rimasta.
Nell'esame dell'evidenza archeologica per la demografia di Yehud durante il 6º secolo a.C., l'archeologo Avraham Faust stabilisce che tra le deportazioni ed esecuzioni causate dai Babilonesi, più la carestia e le epidemie che si verificarono durante la guerra, la popolazione di Giuda si era ridotta a mala pena al 10% di quanto era stata ai tempi precedenti l'Esilio.